# Diemjanowo (obwód kirowski)
Diemjanowo (ros. Демьяново) – osiedle typu miejskiego w Rosji, w obwodzie kirowskim, w rejonie podosinowskim. W 2010 liczyło 5558 mieszkańców.